# STS-30
STS-30 fue la 29ª misión del transbordador espacial de la NASA y la cuarta misión del transbordador espacial Atlantis. Fue el cuarto lanzamiento del transbordador desde el accidente del transbordador espacial Challenger. La misión se lanzó desde el Centro Espacial Kennedy, Florida, el 4 de mayo de 1989, y aterrizó cuatro días después, el 8 de mayo. Durante la misión, el Atlantis desplegó la sonda Magallanes. 

## Tripulación
| Puesto                   | Astronauta                            | Astronauta                            |
| ------------------------ | ------------------------------------- | ------------------------------------- |
| Comandante               | David M. Walker Segundo vuelo         | David M. Walker Segundo vuelo         |
| Piloto                   | Ronald J. Grabe Segundo vuelo         | Ronald J. Grabe Segundo vuelo         |
| Especialista de Misión 1 | Mark C. Lee Primer vuelo              | Mark C. Lee Primer vuelo              |
| Especialista de Misión 2 | Norman E. Thagard Tercer vuelo        | Norman E. Thagard Tercer vuelo        |
| Especialista de Misión 3 | Mary L. Cleave Segundo y último vuelo | Mary L. Cleave Segundo y último vuelo |

### Disposición de asientos de la tripulación
| Asiento | Lanzamiento | Aterrizaje | Los asientos 1–4 están en la cubierta de vuelo. Los asientos 5–7 están a mitad de la cubierta. |
| S1      | Walker      | Walker     | Los asientos 1–4 están en la cubierta de vuelo. Los asientos 5–7 están a mitad de la cubierta. |
| S2      | Grabe       | Grabe      | Los asientos 1–4 están en la cubierta de vuelo. Los asientos 5–7 están a mitad de la cubierta. |
| S3      | Lee         | Cleave     | Los asientos 1–4 están en la cubierta de vuelo. Los asientos 5–7 están a mitad de la cubierta. |
| S4      | Thagard     | Thagard    | Los asientos 1–4 están en la cubierta de vuelo. Los asientos 5–7 están a mitad de la cubierta. |
| S5      | Cleave      | Lee        | Los asientos 1–4 están en la cubierta de vuelo. Los asientos 5–7 están a mitad de la cubierta. |

## Inspecciones previas
Atlantis pasó tres meses en la Instalación de Procesamiento de Orbitadores (OPF-2) después de regresar al Centro Espacial Kennedy al final de STS-27. Durante este período, los técnicos se pusieron a trabajar para quitar y reemplazar todas las baldosas dañadas del Sistema de protección térmica (TPS) que Atlantis sufrió durante su vuelo anterior. También realizaron inspecciones detalladas del transbordador mientras preparaban simultáneamente Atlantis para STS-30. El transbordador se movió al Edificio de ensamblaje de vehículos y se combinó con ET-29 y un conjunto SRB el 11 de marzo. Once días después, el 22 de marzo, Atlantis fue transportado a la plataforma 39B.

## Resumen de la misión

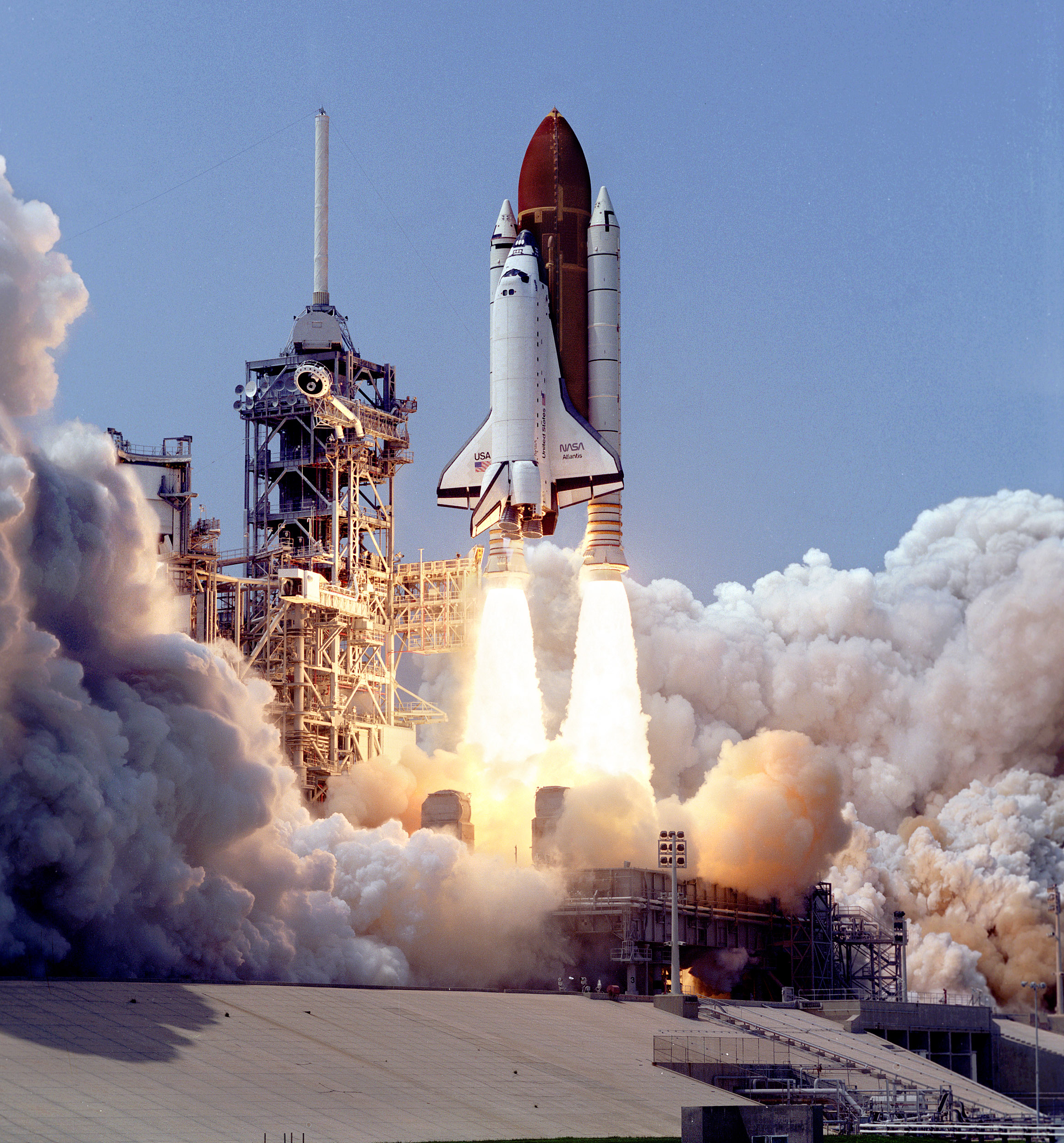
El lanzamiento de Atlantis en STS-30.

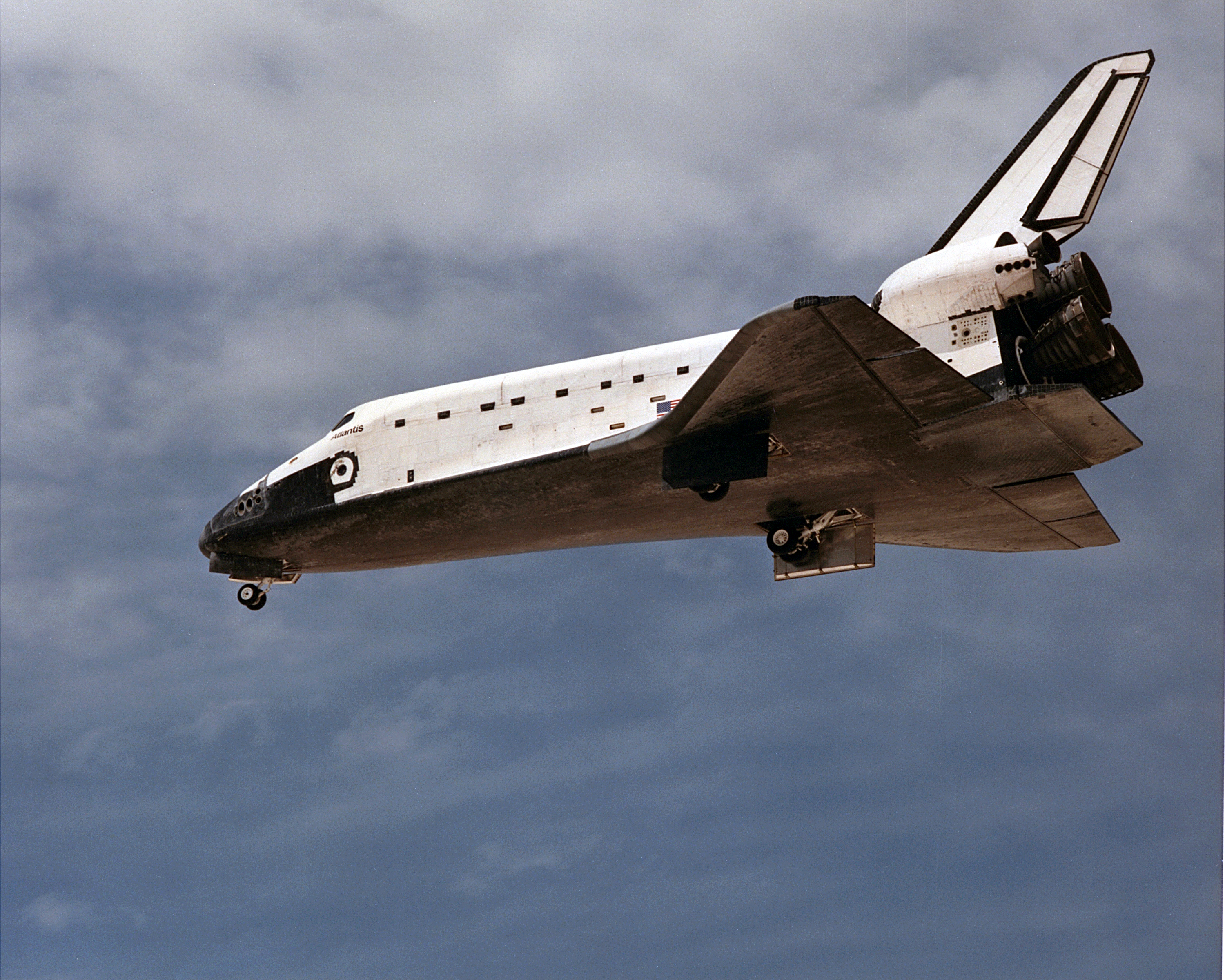
Atlantis despliega su tren de aterrizaje antes de aterrizar, al término de STS-30.

El transbordador espacial Atlantis despegó del Complejo de lanzamiento 39B en el Centro Espacial Kennedy (KSC), en Florida, a las 14:46 EDT del 4 de mayo de 1989. La carga útil primaria, la nave espacial Magallanes con su Etapa Superior Inercial (IUS) adjunta, se desplegó con éxito ese mismo día. Magallanes fue la primera misión planetaria estadounidense en 11 años. 
El lanzamiento se programó originalmente para el 28 de abril, el primer día de un período de lanzamiento de 31 días cuando la Tierra y Venus se alinearon correctamente. Sin embargo, el despegue se limpió a T-31 segundos debido a un problema con la bomba de recirculación de hidrógeno líquido en el motor principal del transbordador espacial (SSME) No. 1, y una fuga de vapor en la línea de recirculación de hidrógeno líquido entre el orbitador y el tanque externo. En la fecha de despegue reprogramada del 4 de mayo de 1989, el lanzamiento se retrasó nuevamente hasta los últimos cinco minutos de la ventana de lanzamiento debido a la cobertura de nubes y a los vientos cruzados excesivos en la Instalación de Aterrizaje (SLF) de KSC. Se requirieron buenas condiciones de aterrizaje en el SLF en caso de un aborto de regreso al sitio de lanzamiento (RTLS) temprano en el vuelo. 
La única falla importante durante el vuelo ocurrió el 7 de mayo de 1989, cuando una de las cuatro computadoras de uso general programadas para operar el orbitador falló. La tripulación del transbordador reemplazó la computadora, parte de un conjunto redundante, con una de repuesto. Era la primera vez que se reemplazaba una computadora mientras estaba en órbita. La falla no tuvo impacto en la seguridad de la tripulación ni en los objetivos principales de la misión, aunque algunas de las actividades involucradas en la realización de experimentos tuvieron que cancelarse mientras la tripulación reemplazaba la computadora. Tampoco hubo impacto en la misión cuando uno de los tres propulsores en la cápsula del Sistema Orbital de Maniobras (OMS) de la popa de Atlantis falló durante el ascenso. 
Sin embargo, la tripulación STS-30 experimentó varias molestias menores. Una cámara Hasselblad utilizada para fotografiar sitios en la Tierra tuvo que guardarse para el resto de la misión después de que un obturador se atascara durante el tercer día de la tripulación en el espacio. Los sistemas de texto y gráficos (TAGS), un dispositivo para enviar imágenes y gráficos al orbitador desde Mission Control, tuvieron que apagarse en el día de vuelo 2 debido a un atasco de papel. El comandante Walker y Pilot Grabe tuvieron problemas con un dispositivo utilizado para medir la presión venosa central para determinar los efectos de la microgravedad en el aparato circulatorio. El segundo día completo en el espacio, el sistema de distribución de agua en la cocina no funcionó correctamente, lo que causó algunas dificultades a la tripulación para preparar las comidas. 
Atlantis aterrizó en la Pista 22 de la Edwards Air Force Base, en California, el 8 de mayo de 1989, a las 15:43 EDT. Minutos antes del aterrizaje, la pista tuvo que cambiarse de la 17 a la 22 debido a los fuertes vientos cruzados. La misión duró un total de 4 días y 56 minutos. 

### Carga útil y experimentos
La nave espacial Magallanes se desplegó desde la bahía de carga útil del transbordador seis horas y 14 minutos tras comenzar la misión. Dos sucesivos encendidos del sistema de impulsión colocaron a la nave espacial en su trayectoria hacia Venus aproximadamente una hora después. Magallanes llegó a Venus en agosto de 1990 y comenzó una misión de 243 días de mapear la superficie del planeta con tecnología radar. 
Se incluyeron tres experimentos a mitad de la cubierta en la misión. Todos habían volado antes. El Especialista de la Misión Cleave usó una computadora portátil para operar y monitorear el Aparato Experimento de Fluidos (FEA). Una videocámara de video de 8 milímetros, volada por primera vez en el Shuttle, brindó la oportunidad a la tripulación de grabar y descender actividades en órbita como la FEA, que fue un esfuerzo conjunto entre Rockwell International y la NASA. Las cámaras de video de la bahía de carga útil se usaron para grabar sistemas de tormentas desde la órbita como parte del Experimento Lightning a Mesoescala. Atlantis también se usó como objetivo de calibración para un tercer experimento que involucra sensores electroópticos terrestres en la Estación Óptica Maui de la Fuerza Aérea de EE. UU. En Hawái.

## Llamadas para despertar
La NASA comenzó su larga tradición de despertar a los astronautas con música durante el Apolo 15. Cada tema es elegido especialmente, a menudo por las familias de los astronautas, y generalmente tiene un significado especial para un miembro individual de la tripulación, o es aplicable a sus actividades diarias. 
| Día de vuelo | Canción | Artista / Compositor |
| ------------ | --- | -------------------- |
| Día 2        | Tema de la película Superman: The Movie                                                                                      |                      |
| Día 3        | Leven anclas The Wild Blue Yonder Colorado State University Fight Song Canción de lucha de la Universidad Estatal de Florida |                      |
| Día 4        | Gonna Fly Now - Tema de Rocky                                                                                                | Bill Conti           |
| Día 5        | A Hard Day's Night | The Beatles          |

## Imágenes

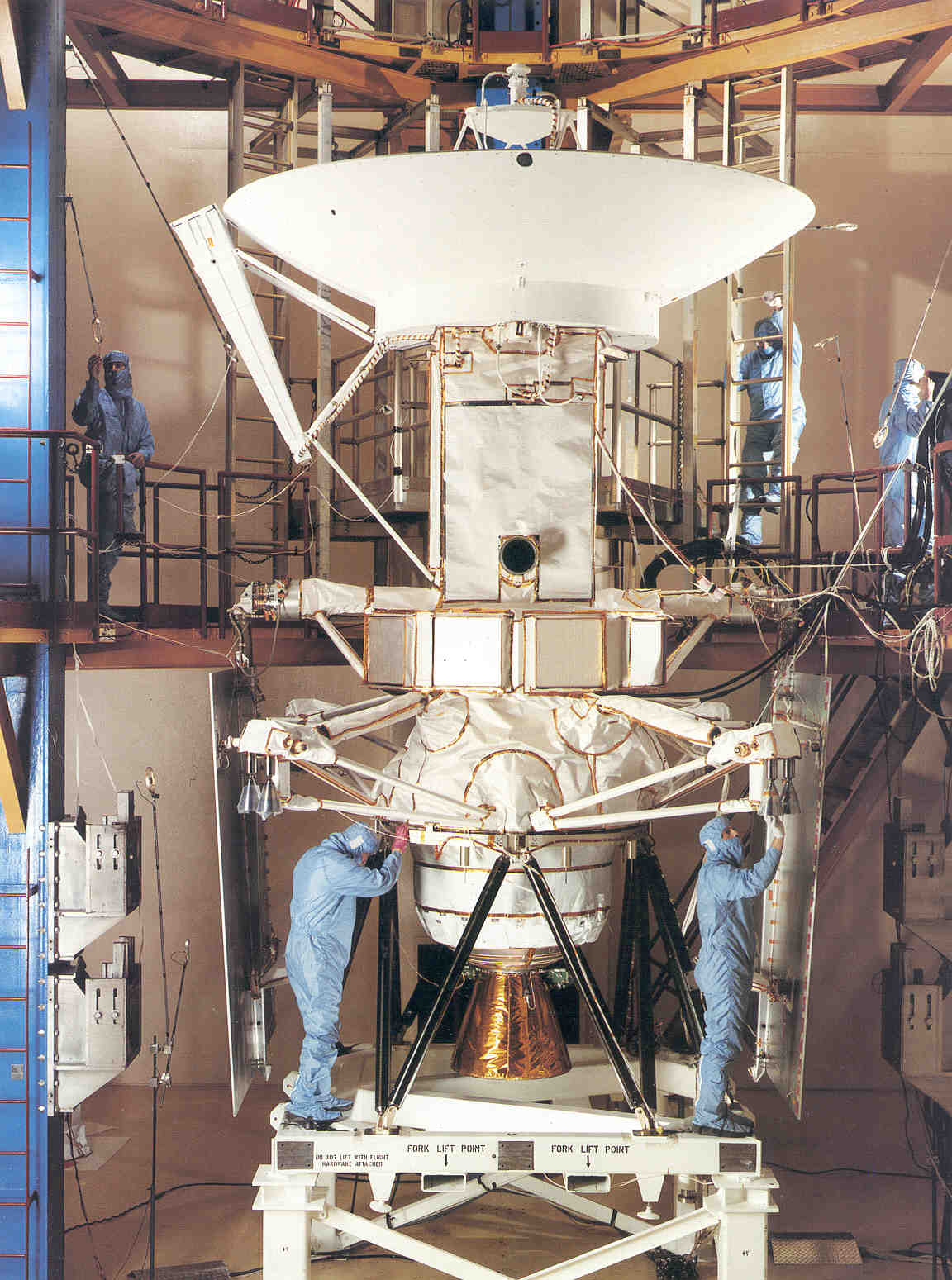
La sonda Magallanes durante las pruebas del Centro Espacial Kennedy.
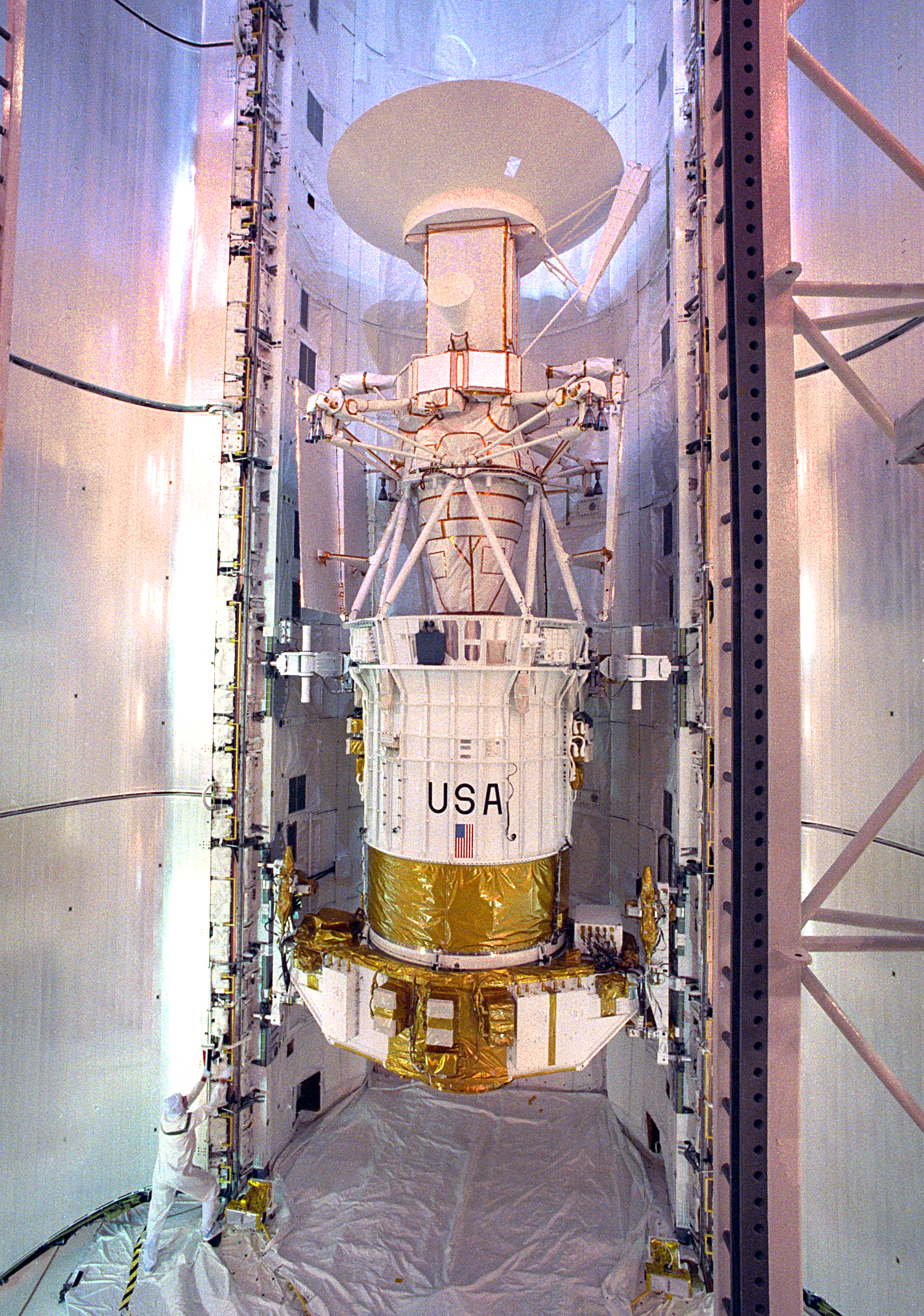
La sonda fotografiada a bordo de Atlantis.
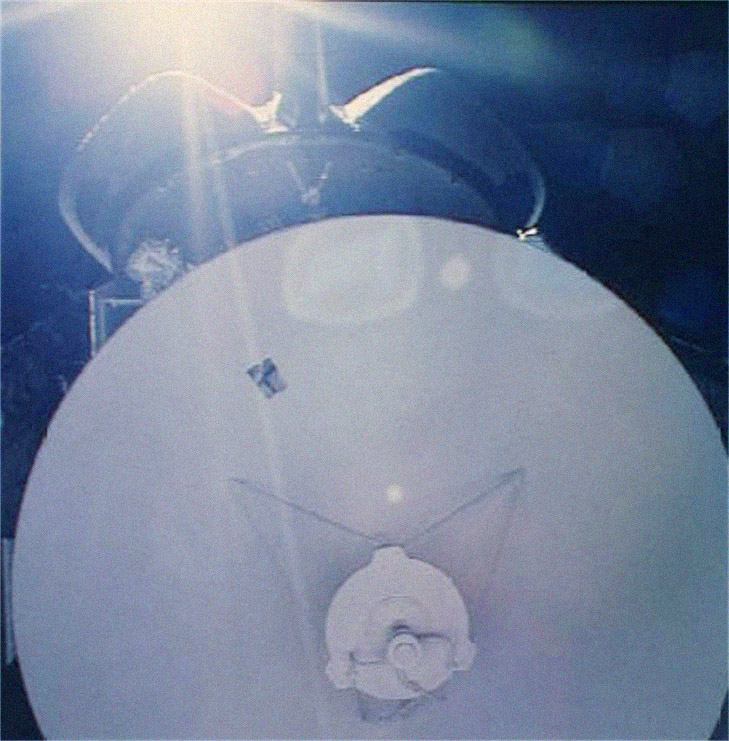
Magallanes en su posición replegada.
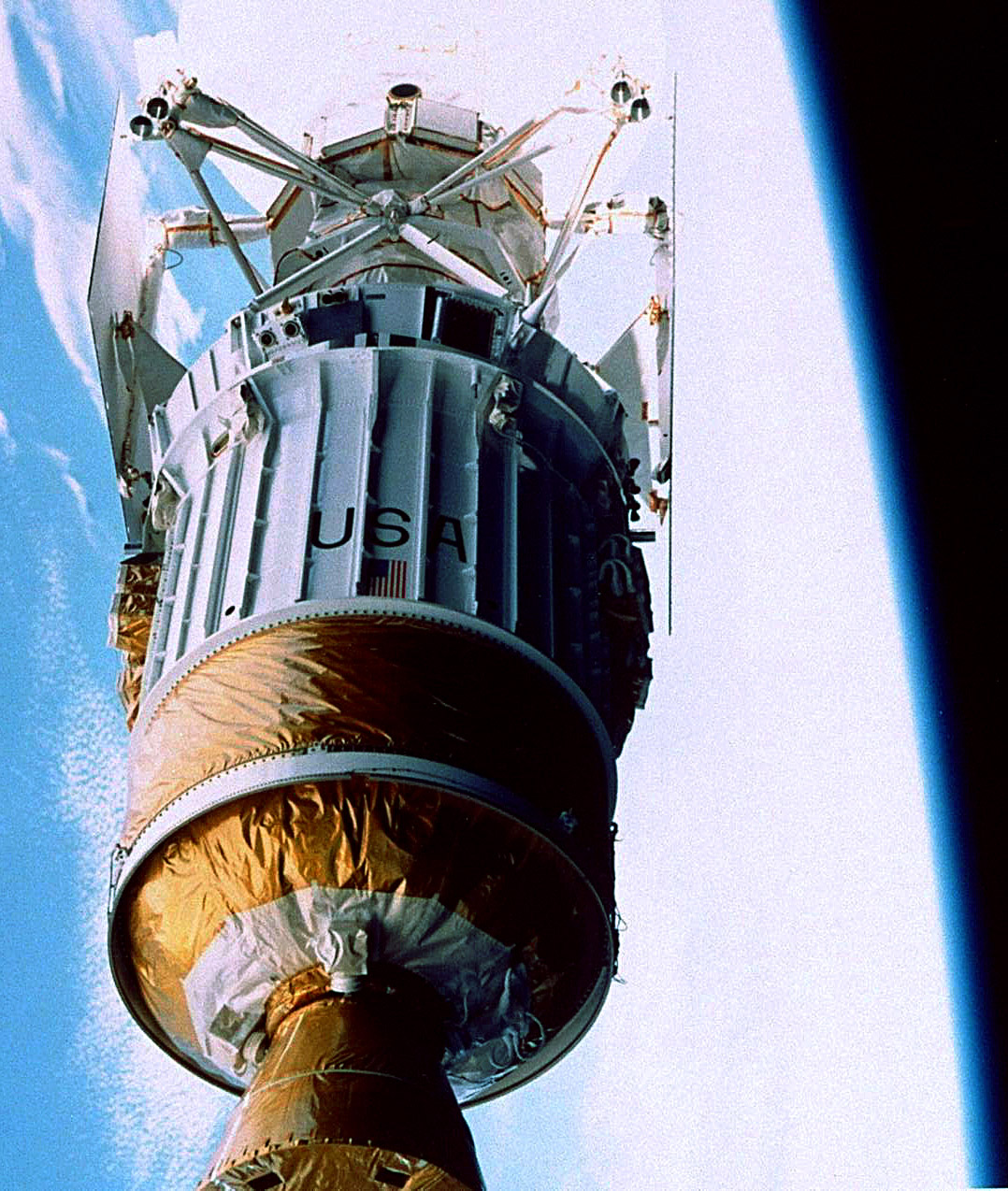
Vista superior de la sonda Magallanes.
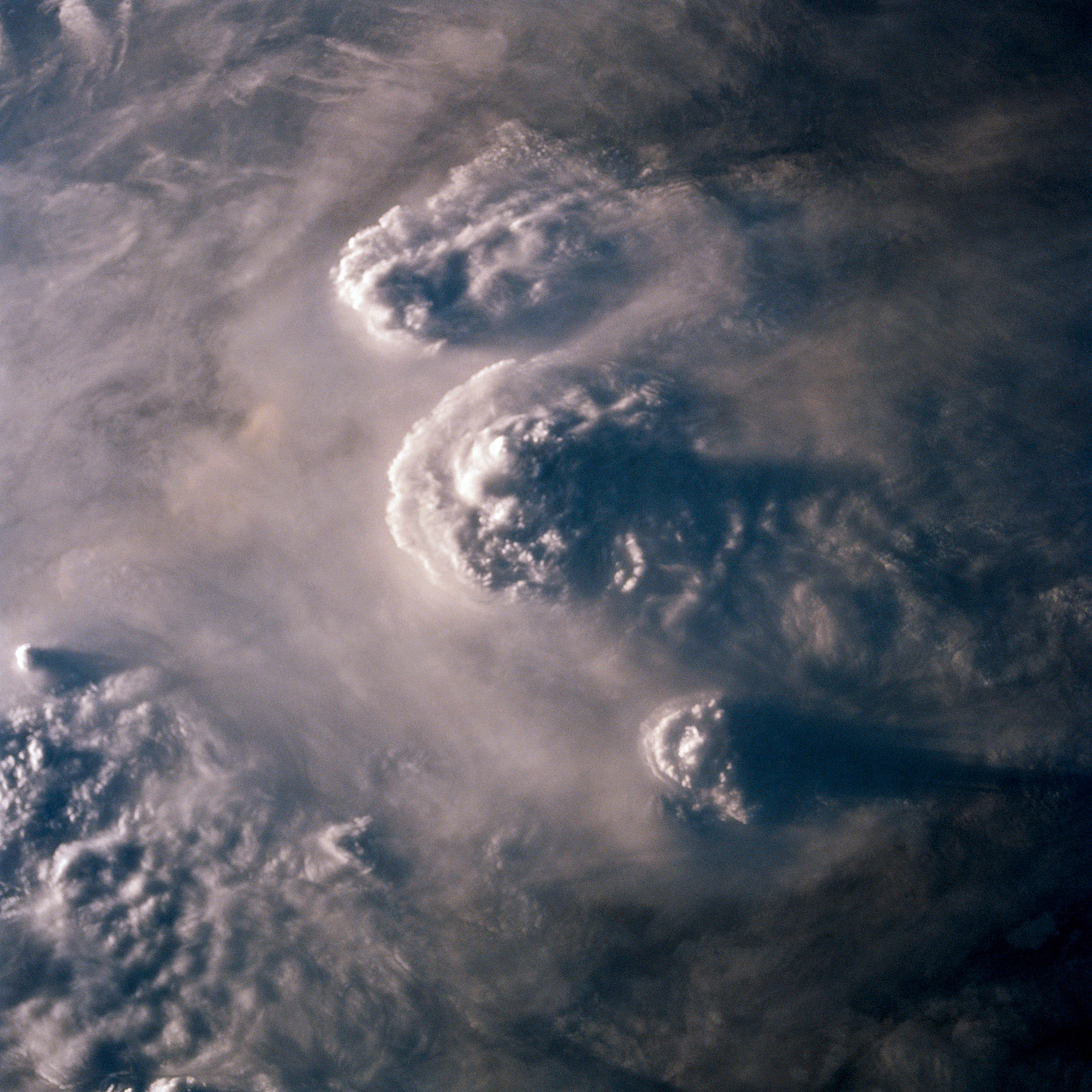
Tormentas vistas desde órbita.
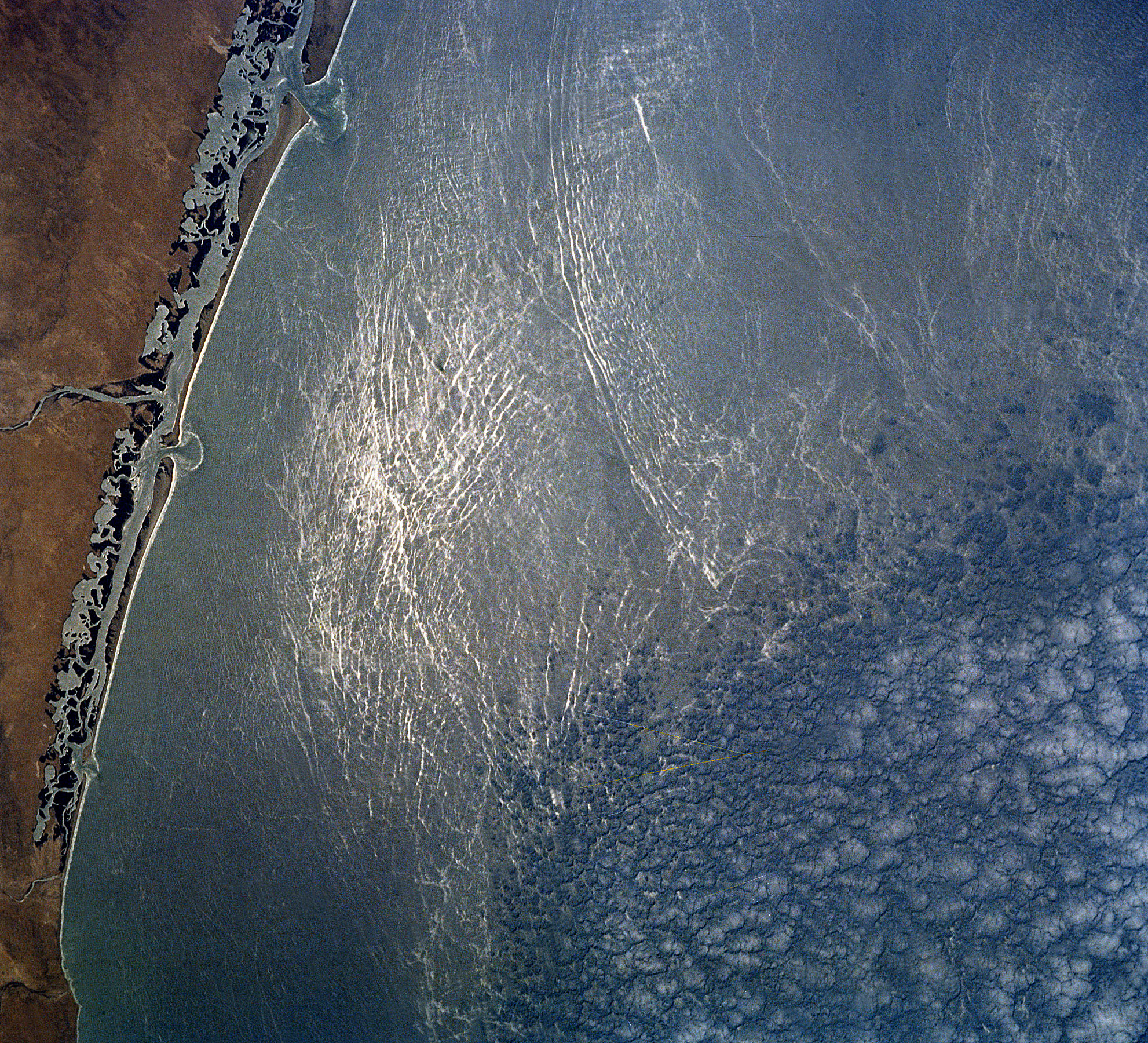
Olas en la costa de México fotografiadas desde órbita.